# آنا لوکارت (هنرپیشه زن)
آنا لوکارت (انگلیسی: Anne Lockhart؛ زادهٔ ۶ سپتامبر ۱۹۵۳) یک هنرپیشه اهل ایالات متحده آمریکا است.
او در فیلم گوشت و خون، دفتر مرکزی بازی کرده است.